# Limnophila morosa
Limnophila morosa är en tvåvingeart som beskrevs av Alexander 1928. Limnophila morosa ingår i släktet Limnophila och familjen småharkrankar. Inga underarter finns listade i Catalogue of Life.